# Font de les Tries
La Font de les Tries és una font d'Olot (Garrotxa) protegida com a Bé Cultural d'Interès Local.

## Descripció
La font està situada al costat dret del riu Fluvià, sota el bac de les Tries i en el paratge del mateix nom. L'aigua prové dels aquifers basàltics de l'altiplà de Batet, i surt per quatre raigs, per un mur que fa de petita resclosa. La que sobra, cau al costat formant una pel·lícula d'aigua, amb una cascada, que és la imatge tradicional de la font. Tota l'aigua s'escorre per un petit canal fins a arribar al riu. El propietari antic d'aquests terrenys, Albert Escubós, li conferí la forma actual a principis del segle xx, i als anys 80, es varen arranjar els accessos per a vianants i l'espai entre la font i el riu, en el tram final fins a la passera per on s'accedeix peatonalment. La font es completa amb dues placetes i pedrissos per seure.